# Alacatlatzala Mixtec jezik
Alacatlatzala Mixtec jezik (ISO 639-3: mim; highland guerrero mixtec, mixteco de alacatlatzala, to’on savi), indijanski jezik kojim govori oko 22 200 (2000) Mixtec Indijanaca u meksičkoj državi Guerrero, uključujući i manji broj u Sinaloi (Culiacán), Morelosu (Cuautla), te u SAD-u, New York, gdje su došli kao emigranti.
Pripada užoj mikstečkoj podskupini mikstečkih jezika, velika porodica otomang. Ima nekoliko dijalekata: potoichan (ocuapa), atlamajalcingo del monte, cahuatache tototepec, cuatzoquitengo i plan de guadalupe. Uči se i u osnovnim školama. Pismo: latinica.

## Vanjske poveznice
- Ethnologue (14th)
- Ethnologue (15th)